# Antonín František Bečvařovský
Antonín František Bečvařovský, także Beczwarowsky, Betzwarofsky (ur. 9 kwietnia 1754 w Mladej Boleslavi, zm. 15 maja 1823 w Berlinie) – czeski kompozytor.
Od 1767 roku kształcił się w rodzinnym mieście w kolegium prowadzonym przez pijarów. W 1774 roku wyjechał do Pragi, gdzie pobierał studia u Jana Křtitela Kuchařa. W latach 1777–1779 był organistą praskiego kościoła św. Jakuba. Od około 1780 do 1796 roku działał jako organista i kapelmistrz w Brunszwiku, następnie po krótkim pobycie w Bambergu osiadł w 1799 roku w Berlinie.
Zasłynął przede wszystkim jako autor pieśni do słów czołowych poetów niemieckich ówczesnej epoki (Johann Wolfgang von Goethe, Friedrich Schiller), wykazujących cechy romantyczne. Ponadto skomponował m.in. trzy koncerty na klawesyn lub fortepian, 3 tria fortepianowe, szereg utworów fortepianowych i kameralnych, wiele o przeznaczeniu pedagogicznym. Jego styl wykazuje cechy typowe dla muzyki 1. połowy XIX wieku, widać w nim wpływ twórczości takich kompozytorów jak Carl Maria von Weber.